# بلدغ فرنسي

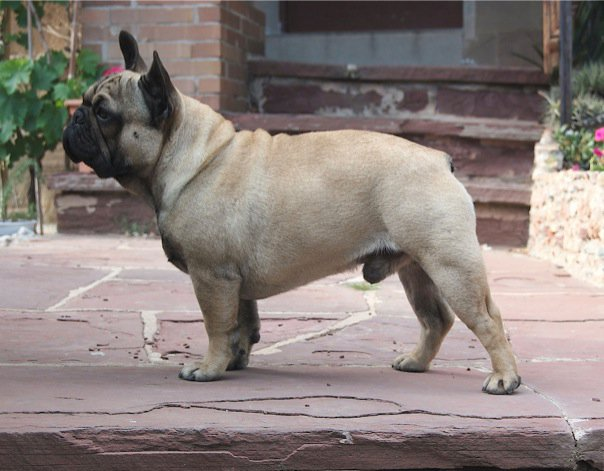
بُلدُغ فرنسي

البُلْدُغ الفرنسي ؛ البولدوج الفرنسي أو كلب الثيران الفرنسي (بالفرنسية: Bouledogue)‏ سلالة كلاب فرنسية تشبه البُلدُغ الإنجليزي وله نفس مميزاته غير أنه أنحف والاذان طويلة قليلا.
كلاب البُلدُغ الفرنسي من الكلاب التي تتعامل بود مع صاحبها، وذلك يتطلب ان تكون الكلاب باستمرار مع شريكها أو صاحبها، ومع ذلك ومن الأفضل ان تمارس رياضة المشي مرة واحدة في اليوم،
تُربّى حيوانًا أليفًا، وهي من الكلاب الأكثر تسجيلًا في عدد من البلدان بما في ذلك أستراليا والمملكة المتحدة والولايات المتحدة، لكن لا يسمح بإدخال البُلدُغ الفرنسي إلى عدة دول أيضا.

## التاريخ
نشأت هذه السلالة مباشرة من كلاب قبيلة مولوسيان الذين يعيشون في إبير (شمال غرب اليونان)، وانتشرت هذه السلالة في جميع أنحاء العالم بفضل التجار الفينيقيين، ومن خلال الكلاب المولوسية البريطانية نشأت كلاب الدرواس الإنجليزية الضخمة مع واحد من المجموعة الفرعية لكلاب الدرواس وهي كلاب البولنبيسرز او كلاب البُلدُغ الالمانية، والتي كانت تستخدم في الرياضة الدموية، وفي إنجلترا كانت هذه الرياضة ممنوعة في عام 1835، ومن أجل تقليل حجم كلاب البولدوج تم تهجينها مع كلب الترير وهي كلاب صيد وكلاب البج، ونتيجة لذلك منذ عام 1850 اصبحت كلاب البلدوج صغيرة الحجم وأصبحت أكثر شعبية في انجلترا.